# جاي شري رام
جاي شري رام (حسب الألفبائية الدولية للترجمة السنسكريتية: Jaya Śrī Rāma)، (بالأردية: جے شری رام، بالإنجليزية: Jai Shri Ram): هو تعبير يترجم إلى: "المجد للرب راما" أو "النصر للرب راما". قد استخدم هذا الإعلان من قبل الهندوس كرمز للالتزام بالدين الهندوسي، أو للتعبير عن المشاعر المتنوعة التي تركز على الإيمان.
تم استخدام هذا التعبير بشكل متزايد من قبل المنظمات القومية الهندوسية منها: حزب بهاراتيا جاناتا، والتي تبنت الشعار في أواخر القرن العشرين؛ كأداة لزيادة ظهور الهندوسية في الأماكن العامة. تم استخدام هذا الشعار منذ ذلك الحين فيما يتعلق بارتكاب العنف ضد المسلمين.
في يوليو 2019، صرح الحائز على جائزة نوبل أمارتيا سين في خطاب له بأن الشعار "لا يرتبط بالثقافة البنغالية"، مما دفع مجموعات غير معروفة لنشر بيانه على لوحات إعلانية في كلكتا. وقد تم استخدام هذا الشعار أيضًا لمضايقة رئيسة وزراء البنغال الغربية ماماتا بانيرجي في مناسبات متعددة، مما أثار ردود فعل غاضبة منها.